# 蔡世杰
蔡世杰（1967年—），回族，中华人民共和国政治人物、第十一届全国政协委员。
担任长安信息产业集团股份有限公司董事长。2008年，当选第十一届全国政协委员，代表少数民族界，分入第四十九组。并担任民族和宗教委员会专委。